# Panicum rudgei
Panicum rudgei är en gräsart som beskrevs av Johann Jakob Roemer och Schult.. Panicum rudgei ingår i släktet vipphirser, och familjen gräs. Inga underarter finns listade i Catalogue of Life.